# Hans Verling
Johann Peter «Hans» Verling (* 1. Februar 1916 in Vaduz; † 3. Juni 1986 ebenda) war ein liechtensteinischer Briefträger, Beamter, Politiker (FBP) und Sportfunktionär.

## Biografie

### Jugend und Beruf
Hans Verling wurde Februar 1916 als Sohn von Franz Verling und dessen Frau Anna (geb. Amann) geboren. Er wuchs zusammen mit zwei Brüdern und einer Schwester in Vaduz auf. Sein Vater betrieb eine kleine Landwirtschaft, war jedoch hauptsächlich im Weinbau tätig. Hans Verling ging in Vaduz zur Volksschule und zur Realschule. Nach dem Ende seiner Schulzeit arbeitete er bei der Post in Vaduz als Briefträger. Diesen Beruf übte er mehr als drei Jahrzehnten aus. Ab Oktober 1966 war Verling als Beamter beim Grundbuchamt im Staatsdienst tätig. 1968 wurde er von der Regierung zum stellvertretenden Grundbuchführer ernannt und bekleidete dieses Amt bis zu seiner Pensionierung am 1. Dezember 1981.
Verling war seit dem 22. November 1948 verheiratet und hatte vier Töchter.

### Ehrenamtliche und sportliche Karriere
Schon in jungen Jahren in der liechtensteinischen Pfadfinderbewegung aktiv, war er 1941 Mitglied in dem Komitees, das anlässlich des zehnjährigen Bestehen der Bewegung für die Durchführung der Nationalen Jugendspiele verantwortlich war. 
Des Weiteren war Verling ein aktiver Sportler und Sportfunktionär. So gehörte er dem FC Vaduz bereits seit dessen Gründung 1932 an, spielte unter anderem in dessen Mannschaft, war Mitglied des Vorstandes des FC Vaduz und bekleidete von 1943 bis 1946 und von 1951 bis 1955 das Amt des Präsidenten. Später wurde er Ehrenmitglied des FC Vaduz. Von 1955 bis 1961 war er Präsident des Liechtensteiner Fussballverbandes. Er war Mitglied des 1929 gegründeten Veloclubs Vaduz und setzte sich zusammen mit Eduard von Falz-Fein ab 1939 für die Wiederbelebung des Radsports in Liechtenstein ein. Von 1960 bis 1974 war er Präsident des Fürstlich Liechtensteinischen Sportverbandes. In den 1960er Jahren wurde er im 1963 gegründeten Skibobclub tätig.

### Politische Karriere
Verlings Vater war Gründungsmitglied der Fortschrittlichen Bürgerpartei (FBP) gewesen und sehr aktiv in der Partei. Er selbst entschloss sich dementsprechend, dem Beispiel seines Vaters zu folgen. Von 1948 bis 1965 sass er im Gemeinderat von Vaduz und bekleidete in dieser Zeit von 1960 bis 1965 das Amt des Vizebürgermeisters von Vaduz. Als Präsident des Pressevereins leitete er die Geschicke des Liechtensteiner Volksblattes. 
1970 erfolgte seine Wahl in den Landtag. Dort setzte er sich für die Schaffung eines Unvereinbarkeitsgesetzes ein, das Staatsbeamte zukünftig verbieten sollte Abgeordneter im Landtag zu sein. Dies war seiner Meinung nach nötig, da der Landtag die Kontrolle über die Staatsverwaltung innehatte und ohne dieses Gesetz die Gewaltenteilung gefährdet wäre. Verling, selbst Beamter, verzichtete dementsprechend 1974 auf eine erneute Kandidatur und schied damit aus dem Landtag aus.